# Humberto Reynoso
Humberto "Baby" Reynoso (San Pedro - ibid., 15 de junio de 2007) fue un luchador profesional argentino, personificó al Caballero Rojo uno de los más famosos personajes de Titanes en el Ring.
Nacido en la localidad de San Pedro, falleció el 15 de junio de 2007 de una enfermedad pulmonar.
Actualmente el personaje es interpretado por Sergio Alejandro Winkelmann, artista marcial, actor y doble de riesgo.

## Biografía
"Baby" Reynoso nació en la localidad de San Pedro, Provincia de Buenos Aires, en los años 60 vivía en uno de los edificios frente al Luna Park. De jovencito se cruzaba al gimnasio para observar a sus ídolos hasta que le enseñaron la técnica y los secretos del catch. Se inició en ese estadio en 1960 como El Araña, debido a su elasticidad y contextura física, pero inmediatamente, en 1962, a partir de la primera edición de Titanes en el ring, se transformó en el Caballero Rojo e, inmediatamente, en ídolo indiscutido del público. Siempre quiso mantener su vida privada al margen de su pasión por la lucha y entraba al estadio o al canal de televisión, de particular y con las manos en los bolsillos. Un acompañante ingresaba unos minutos después con el bolso que contenía su identidad de luchador, para que nunca se conociera su rostro. Reynoso realizó giras por Sudamérica con Titanes, y luchó en una compañía de catch de Brasil.

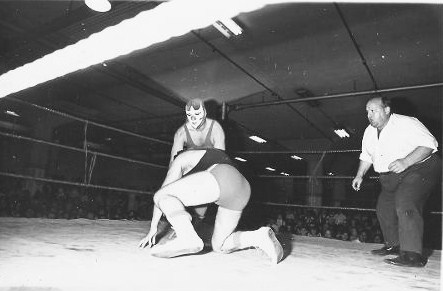
El Caballero Rojo y William Bo 1970s

 En 1972 se alejó de la troupe de Martín Karadagián, para participar de Los fabulosos titanes, un nuevo programa de lucha por Canal 9. En 1973 participa de la película Titanes en el ring, dirigida por Leo Fleider.
En 1997 retornó a Titanes en el Ring como El Caballero Rojo la figura estelar del programa.  Titanes 1997 contaba con miembros originales de la troupe de Karadagián, como José Arévalo- Kanghai el Mongol, Juan Levy Rodríguez- Gengis Khan, and Juan Domingo Vera personificando al Coreano Sun. El programa tuvo las ausencias de Ruben Peucelle y José Luis.